# Marguerite Holland
Titres
Duchesse de Clarence
9 juillet 1412 – 22 mars 1421
(8 ans, 8 mois et 13 jours)
Marquise de Dorset
29 septembre 1397 – 6 octobre 1399
(2 ans et 7 jours)
Marquise de Somerset
29 septembre 1397 – 6 octobre 1399
(2 ans et 7 jours)
Comtesse de Somerset
28 septembre 1397 – 16 mars 1410
(12 ans, 5 mois et 16 jours)
Marguerite Holland (1385 - 30 décembre 1439) est une aristocrate anglaise, par son premier mariage comtesse de Somerset et marquise de Dorset, et duchesse de Clarence, comtesse d'Albemarle et baronne d'Elbeuf par son second. 

## Biographie
Marguerite Hollande est la fille de Thomas Holland, 2e comte de Kent, qui est le fils de Jeanne de Kent, surnommée « la jolie fille du Kent » par ses contemporains et qui est elle-même la petite-fille d'Édouard Ier d'Angleterre, et d'Alice FitzAlan, fille de Richard FitzAlan, 3e comte d'Arundel et d'Éléonore de Lancastre.
En 1397, Marguerite Holland épouse en premières noces Jean Beaufort, 1er comte de Somerset, un des fils de Jean de Gand, 1er duc de Lancastre, et de sa maîtresse Katherine Swynford. Le couple a six enfants :
- Henri Beaufort (1401–1418), 2e comte de Somerset ;
- Jean Beaufort (1403–1444), 1er duc de Somerset
- Jeanne Beaufort (1404-1445), épouse Jacques Ier d'Écosse puis James Stewart de Lorne ;
- Thomas Beaufort (1405–1431) ;
- Edmond Beaufort (1406–1455), 2e duc de Somerset ;
- Marguerite Beaufort (1408–1449), épouse Thomas de Courtenay, 13e comte de Devon.

En 1399, elle est investie en tant que Lady Companion de l'Ordre de la Jarretière. 
Après la mort de Beaufort en 1410 (dans la tour de Londres), elle épouse le neveu de celui-ci, Thomas de Lancastre, duc de Clarence (1387-1421), fils du roi Henri IV. Ils n'eurent pas d'enfants.
Elle décède le 30 décembre 1439 à l'abbaye Saint-Sauveur, Bermondsey, à Londres, en Angleterre. Marguerite et ses deux maris sont enterrés ensemble dans une tombe sculptée dans la cathédrale de Canterbury, en albâtre, où elle est allongée entre eux deux.

## Descendants
Par son fils Jean, le premier duc de Somerset, Marguerite est l'ancêtre des Tudor.
Sa fille Jeanne, reine consort d'Écosse, et le duc de Somerset sont les ancêtres du roi George Ier de Grande-Bretagne. En tant que tels, ses deux enfants sont des ancêtres de la famille royale britannique actuelle.
La sœur de Marguerite, Aliénor Holland, comtesse de March est également un ancêtre direct de George Washington, premier président des États-Unis d'Amérique.